# Adolf Hlubik
Adolf Hlubik (* 1949), je český dvojnásobný sériový vrah, recidivista a invalidní důchodce odsouzený v roce 2023 k doživotnímu trestu odnětí svobody za vraždu ženy v olomoucké herně. Stal se tak nejstarším doživotně odsouzeným vězněm v Česku.

## Život
Narodil se v roce 1949. V době druhé vraždy v roce 2022 měl trvalé bydliště nahlášeno na úřadovně v Přerově, do Olomouce dle svých slov přijel z Ostravy.

### Trestná činnost do roku 2022
Poprvé byl za trestné činy trestaný v roce 1966. V době spáchání druhé vraždy strávil již 43 let ve vězení, když byl odsouzen za 13 různých trestných činů, přičemž převážně šlo o násilnou trestnou činnost. Odsouzen byl k trestům odnětí svobody v souhrnné výši 48 let, tresty mu byly ovšem zkráceny o celkem 5 let díky amnestiím. Kromě vraždy spoluvězně byl tak rovněž odsouzen za loupeže, vyhrožování se zbraní nebo pobodání.
V roce 1983 ubil Hlubik ve věznici Leopoldov kladivem spoluvězně. Za tento čin byl odsouzen k trestu odnětí svobody ve výši 21 let.
V listopadu 2012 byl odsouzen k trestu odnětí svobody v délce trvání 5 let a 6 měsíců za napadení obsluhy restaurace nožem v obci Tečovice v březnu téhož roku.

## Přepadení a vražda v herně

### Průběh činu
Dne 20. května 2022 vstoupil Hlubik do herny na Masarykově ulici v Olomouci poté, co z herny odešli všichni návštěvníci. Po vstupu namířil na sedmapadesátiletou pracovnici herny revolver. Poté po pracovnici požadoval vydání hotovosti ve výši 20 000 Kč, v případě neuposlechnutí jí vyhrožoval smrtí. Žena se Hlubikovi nicméně začala bránit. Došlo ke slovní a poté i fyzické potyčce, při které se mu žena pokusila revolver, který před činem ukradl synovi, vytrhnout z ruky. To se jí ovšem nepovedlo, načež se posadila na židli. Poté ji Hlubik ze vzdálenosti asi jednoho metru střelil do hlavy. Z herny poté, aniž by cokoliv odcizil, odešel. Celý incident trval 51 sekund, z celé události existuje také nezveřejněný kamerový záznam. Postřelenou ženu našel po několika desítkách minut návštěvník herny. Na následky zranění zemřela 7. března 2023, když utrpěla vážné poškození mozku. Hlubik byl dopaden ještě v den činu (asi po třech hodinách) na olomouckém vlakovém nádraží. Během vraždy byl ve stavu opilosti.

### Soudní proces
V květnu 2023 jej olomoucký krajský soud odsoudil k doživotnímu trestu odnětí svobody. Soud také rozhodl, že dceři zavražděné ženy musí Hlubik vyplatit odškodné ve výši jednoho milionu korun a další necelé čtyři miliony korun má zaplatit pojišťovně za náklady spojené s hospitalizací zastřelené ženy. Soudce k odůvodnění rozsudku uvedl, že šlo o chladnokrevnou popravu. Hlubik dle soudu také projevil absolutní bezohlednost a neúctu k lidskému životu. Vraždu měl dle verdiktu soudu předem důkladně plánovat a právě za tímto účelem si měl opatřit střelnou zbraň. Při výstřelu měl vědomě střílet do hlavy a natahovat ruku tak, aby střela oblast hlavy zasáhla. Motivem vraždy samotné byla podle státního zástupce msta ženě, která se Hlubika nelekla a postavila se mu na odpor. Podle státního zástupce odešel nakonec z herny bez odcizení čehokoliv jen proto, že mu jeho zdravotní stav nedovoloval se naklonit přes přepážku, aby mohl peníze z pokladny vybrat. Soudní znalci pak prakticky vyloučili možnost Hlubikovy resocializace. Jednání krajského soudu přitom trvalo pouhé dva dny (začalo 24. května a skončilo 25. května).
Hlubik u soudu tvrdil, že telepaticky dostal zprávu o tom, že žena v herně dluží 20 000 korun. Po provedení činu měl dle tajemného hlasu, který mu měl telepaticky zprávu předat, vyčkat na někoho, kdo si odcizené peníze převezme. Za provedení činu mu měl hlas slibovat odměnu ve výši 5 000 korun. Dle svých slov chtěl ženu střelit do ramene poté, co neodpovídala na jeho otázky a spustila poplašné zařízení. Výstřel do hlavy zdůvodňoval svým špatným zrakem. Dle svých slov na levé oko vůbec nevidí a na pravé vidí jen obrysy. Krátce před činem je nicméně Hlubik vidět na kamerovém záznamu, jak čte noviny. Během jednání u krajského soudu také uvedl, že zastřelenou pracovnici herny navrhne prezidentovi na udělení státního vyznamenání. Soudce toto Hlubikovo jednání označil za vrchol cynismu.
Po vynesení verdiktu si Hlubik ponechal lhůtu na odvolání, nakonec se v červenci 2023 odvolal k Vrchnímu soudu v Olomouci. Ten Hlubikovi v červenci 2023 doživotní trest potvrdil. Hlubik následně podal ještě dovolání k Nejvyššímu soudu, který jej v únoru 2024 odmítl.